# Tomasz Stusiński
Tomasz Stusiński (ur. 18 września 1976 r.) – polski szablista, mistrz Europy z 1998 r. w drużynie oraz mistrz Polski z 1997 r.

## Największe osiągnięcia
- ME Płowdiw 1998:
- MP Jarosław 1997: